# Antonio dos Reis Carneiro
Pour les articles homonymes, voir Dos Reis, Reis et Carneiro (homonymie).
Antonio dos Reis Carneiro (né le 19 juin 1899 au Brésil ; décédé au Brésil) était un dirigeant brésilien de basket-ball. Il est cofondateur de la Fédération brésilienne de basket-ball et de la Confédération brésilienne de basket-ball et fut président de ces organisations. Il fut aussi président de la Commission sud-américaine de la FIBA (aujourd'hui Consubasquet) en 1942, puis de 1945 à 1952, vice-président de la FIBA de 1948 à 1952, président du Comité national olympique brésilien à partir de 1951 et président de la FIBA entre 1960 et 1968. Il est intronisé au FIBA Hall of Fame en tant que contributeur en 2007.